# Willa Gerdesa w Katowicach
Willa Gerdesa w Katowicach − zabytkowy budynek przy ulicy Wojewódzkiej 42 w śródmieściu Katowic, wzniesiony pod koniec XIX wieku.
Obiekt powstał w 1896 z fundacji Heinricha Gerdesa według projektu Feliksa Schustera, w stylu eklektycznym z użyciem form charakterystycznych dla renesansu północnego: francuskiego i niemieckiego (manieryzmu).
W dwudziestoleciu międzywojennym pod numerem 42 swoją siedzibę miały Metalowe Zakłady Hutnicze „Torpedo”.
Murowana ceglana willa posiada trzy elewacje. Pokrywa ją mansardowy dach. We wnętrzu, na klatce schodowej, istnieją odtworzone polichromie (remont obiektu ukończono w 2006, jego koszt wyniósł około 1,4 mln złotych).
Budynek wpisano do rejestru zabytków (nr rej.: A/1346/87 z 8 kwietnia 1987). Obecnie mieści się w nim siedziba Katowickiej Specjalnej Strefy Ekonomicznej.

## Galeria

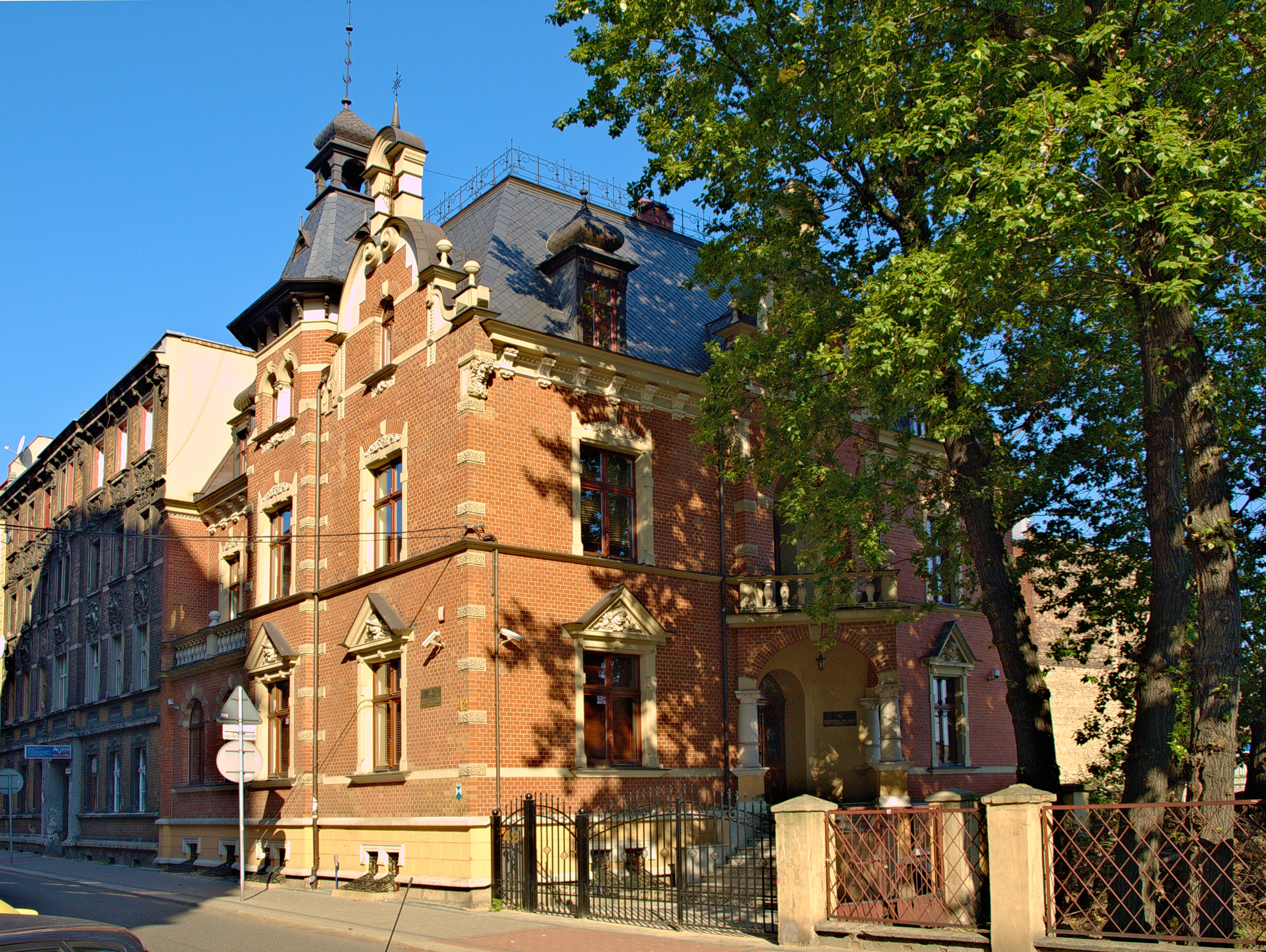
Willa w otoczeniu obecnie wyciętych drzew
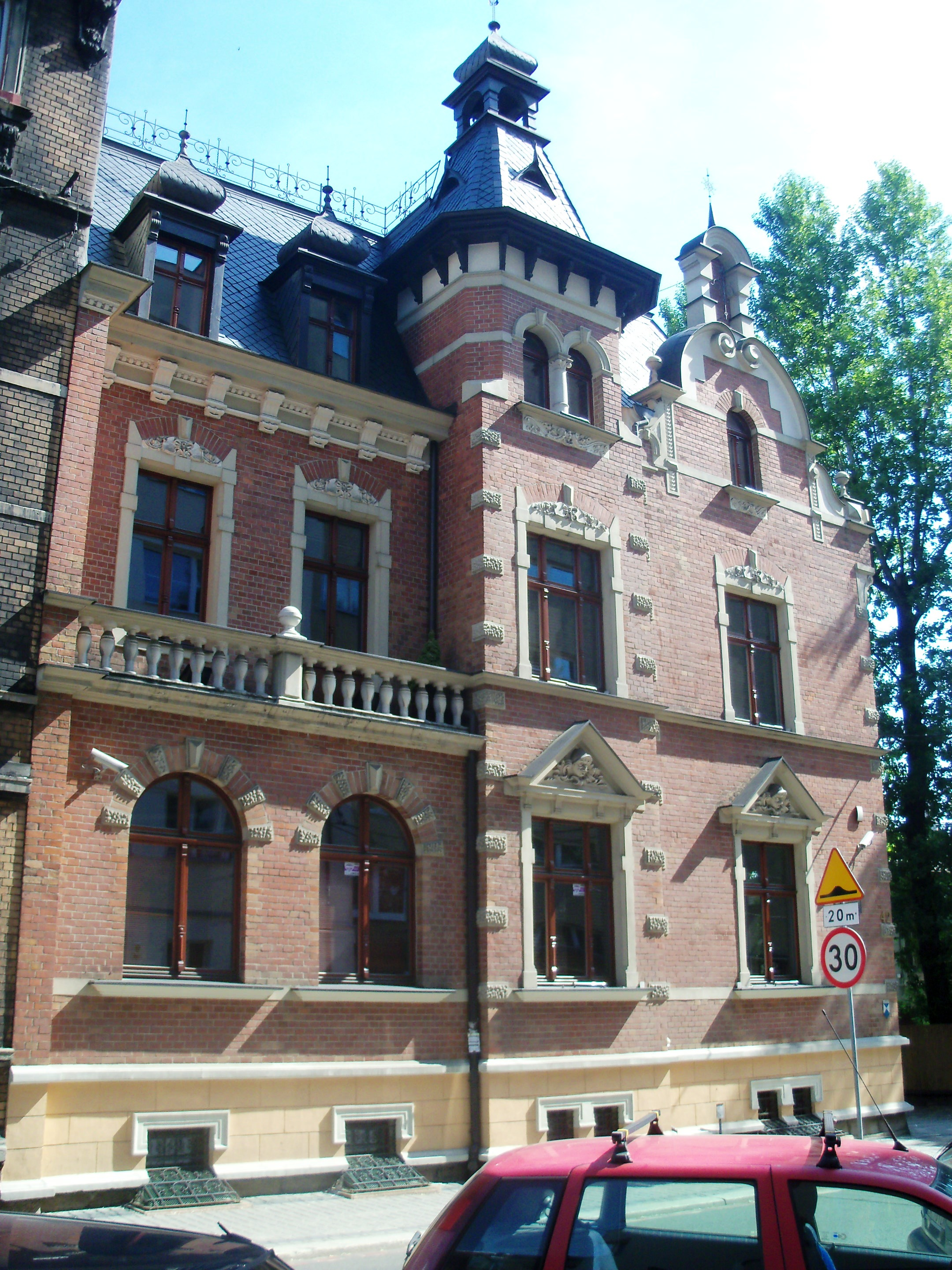
Willa Gerdesa
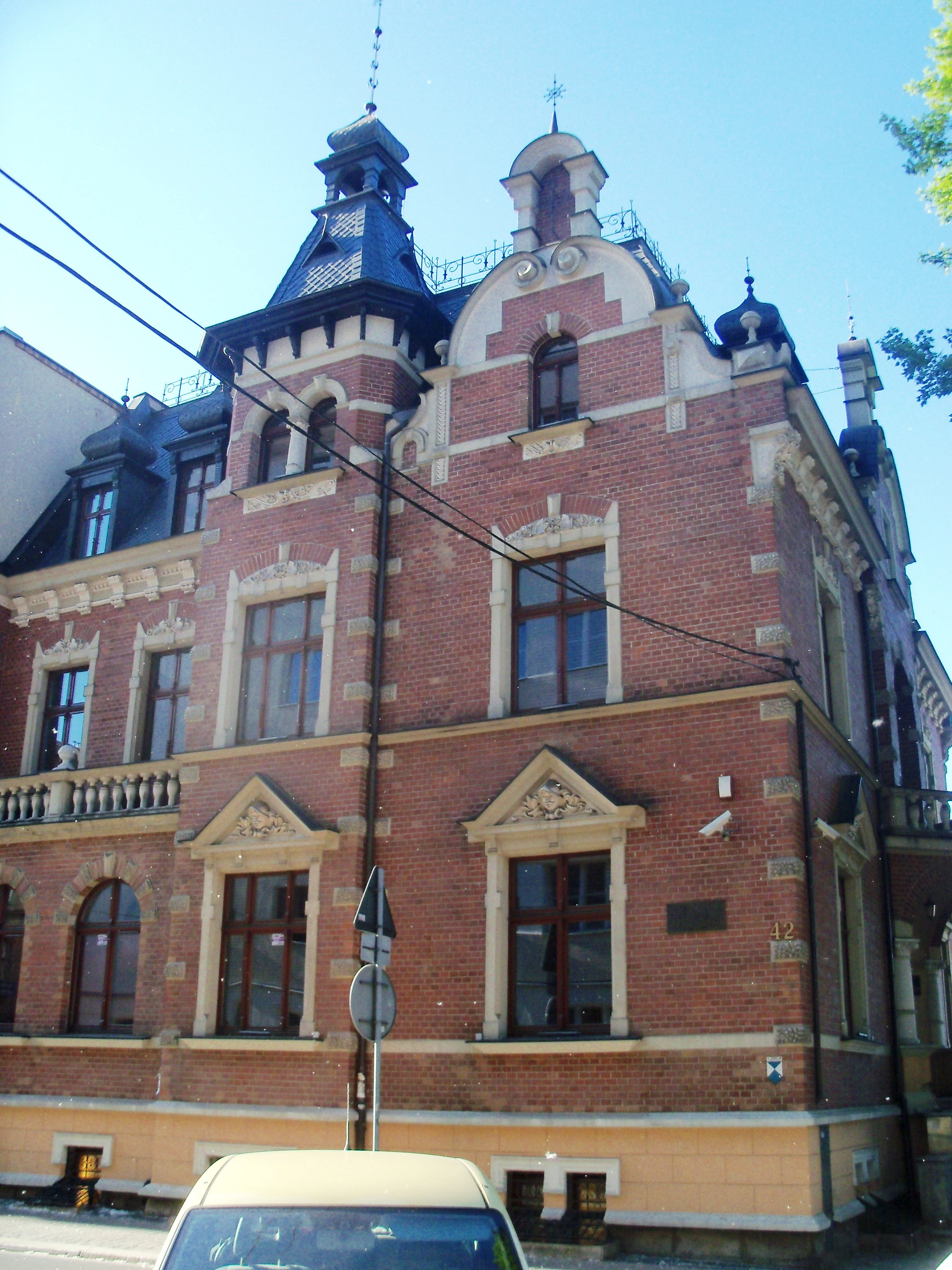
Willa Gerdesa
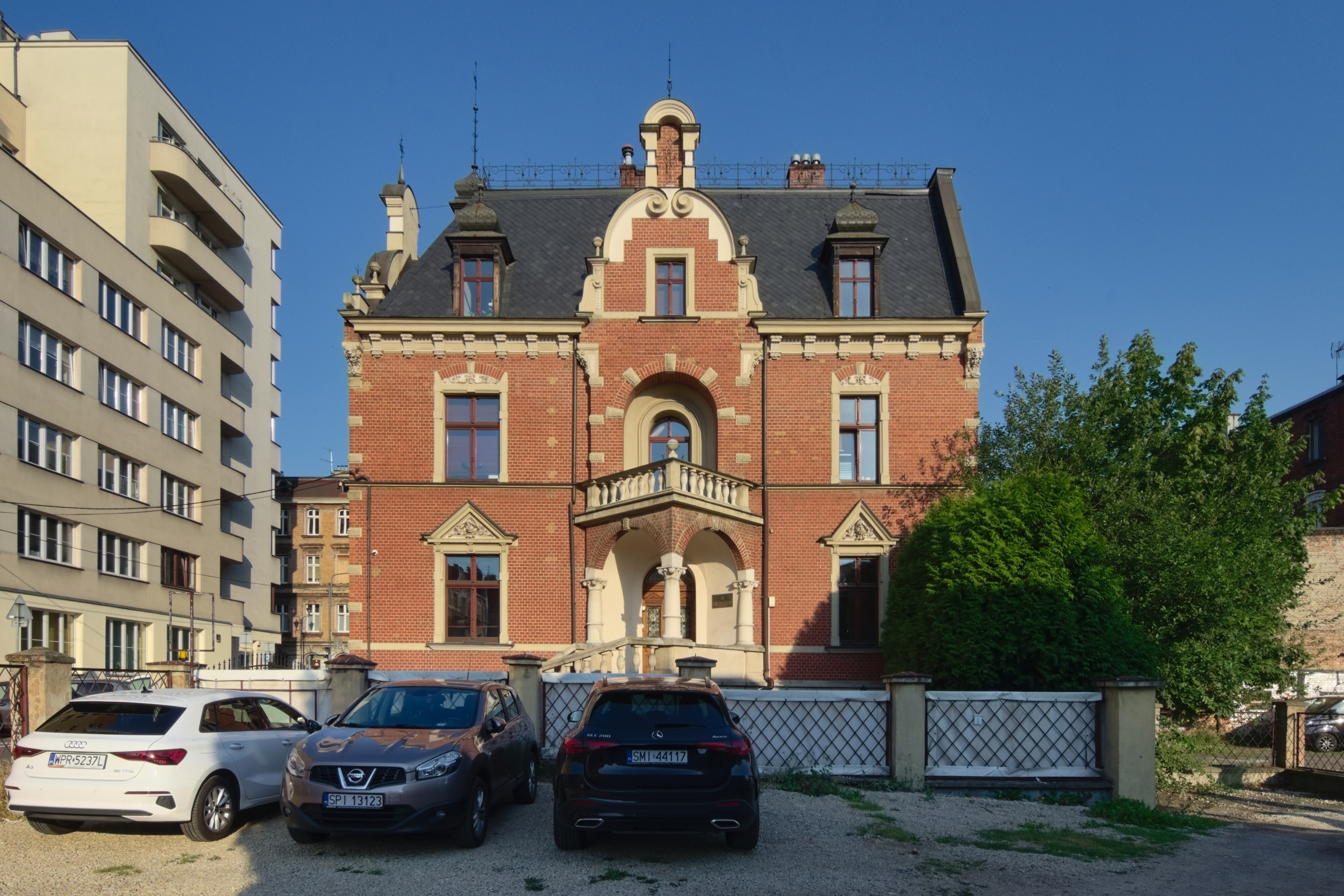
Elewacja wschodnia
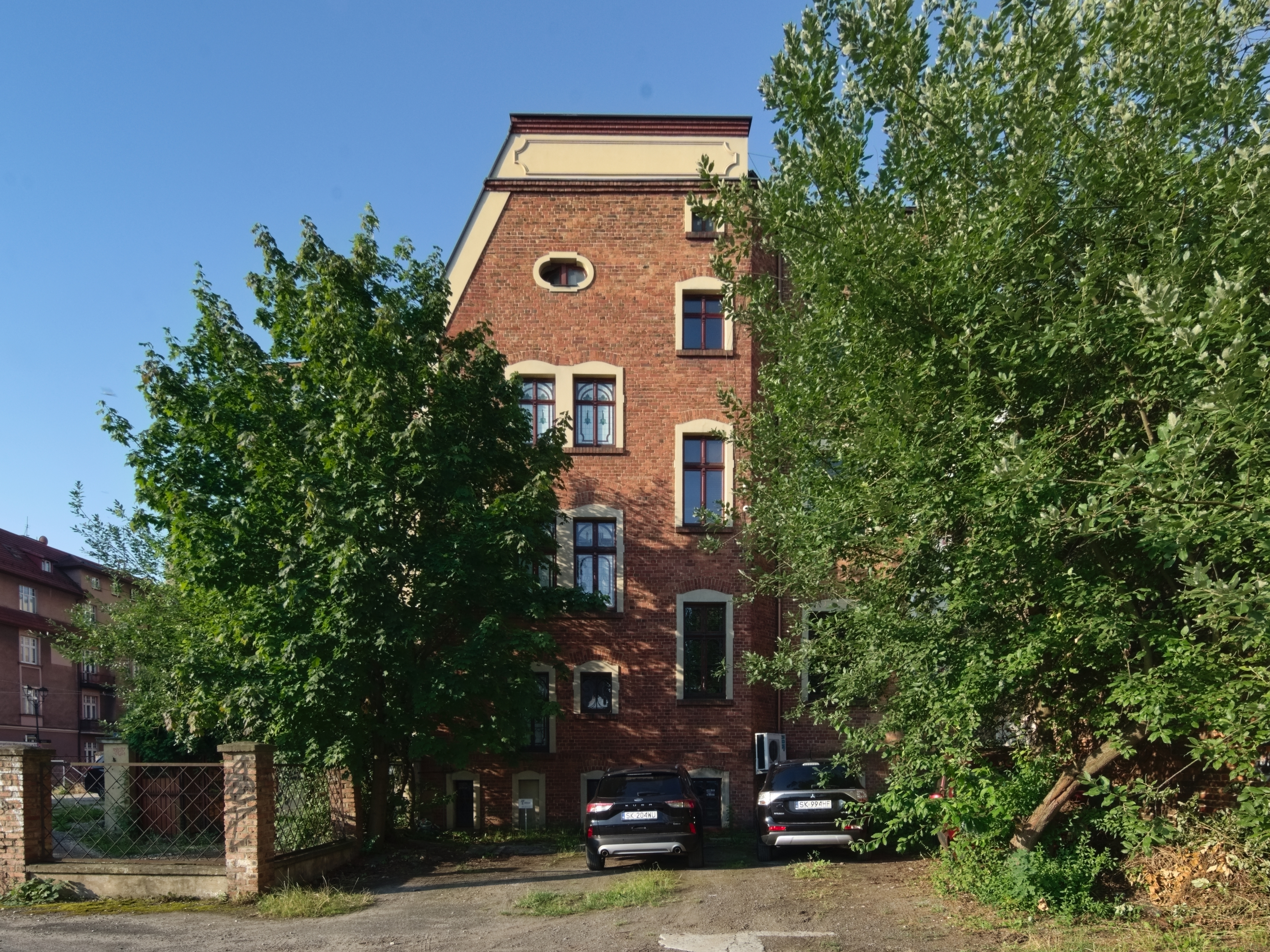
Elewacja północna
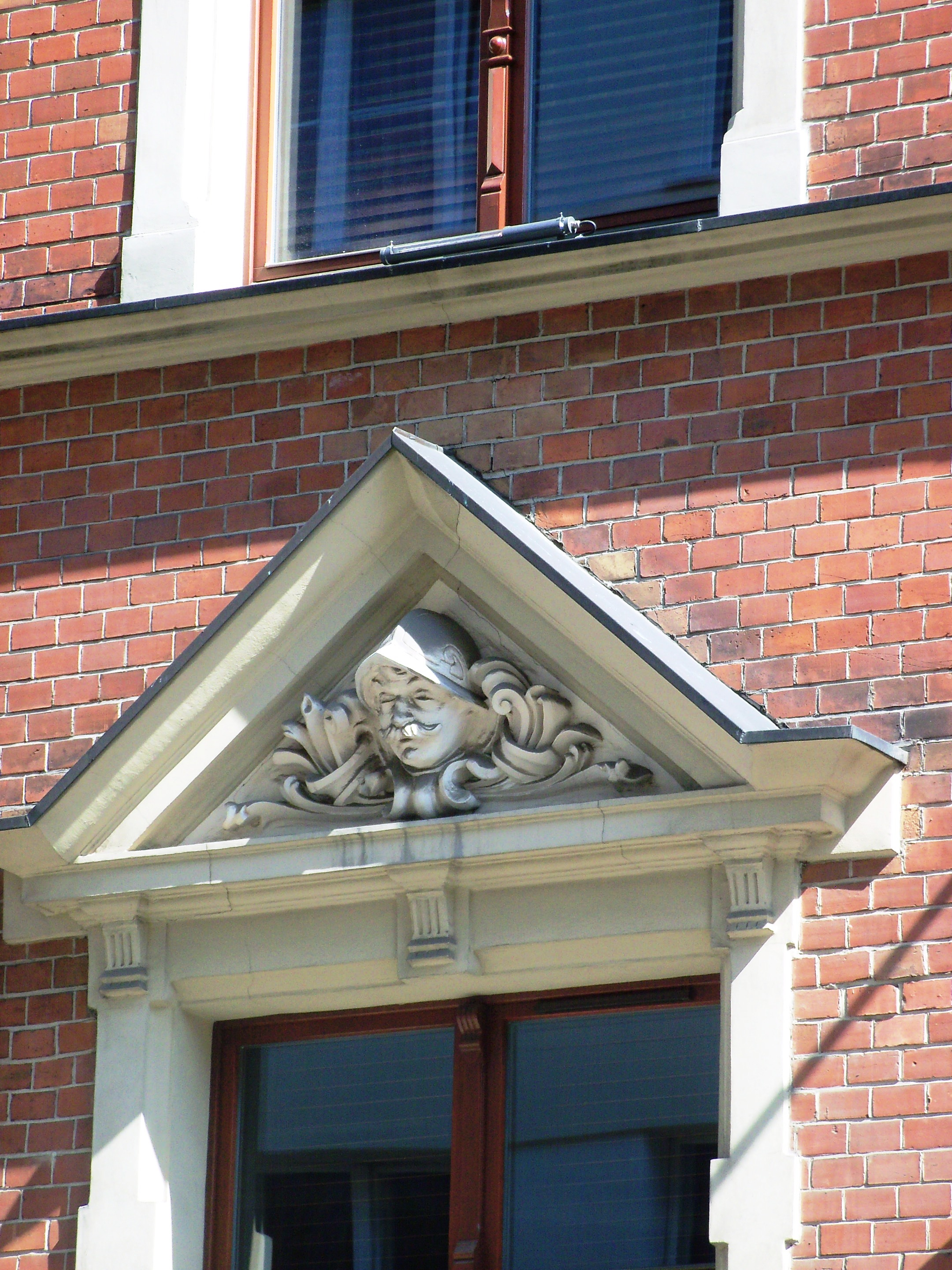
Detal architektoniczny
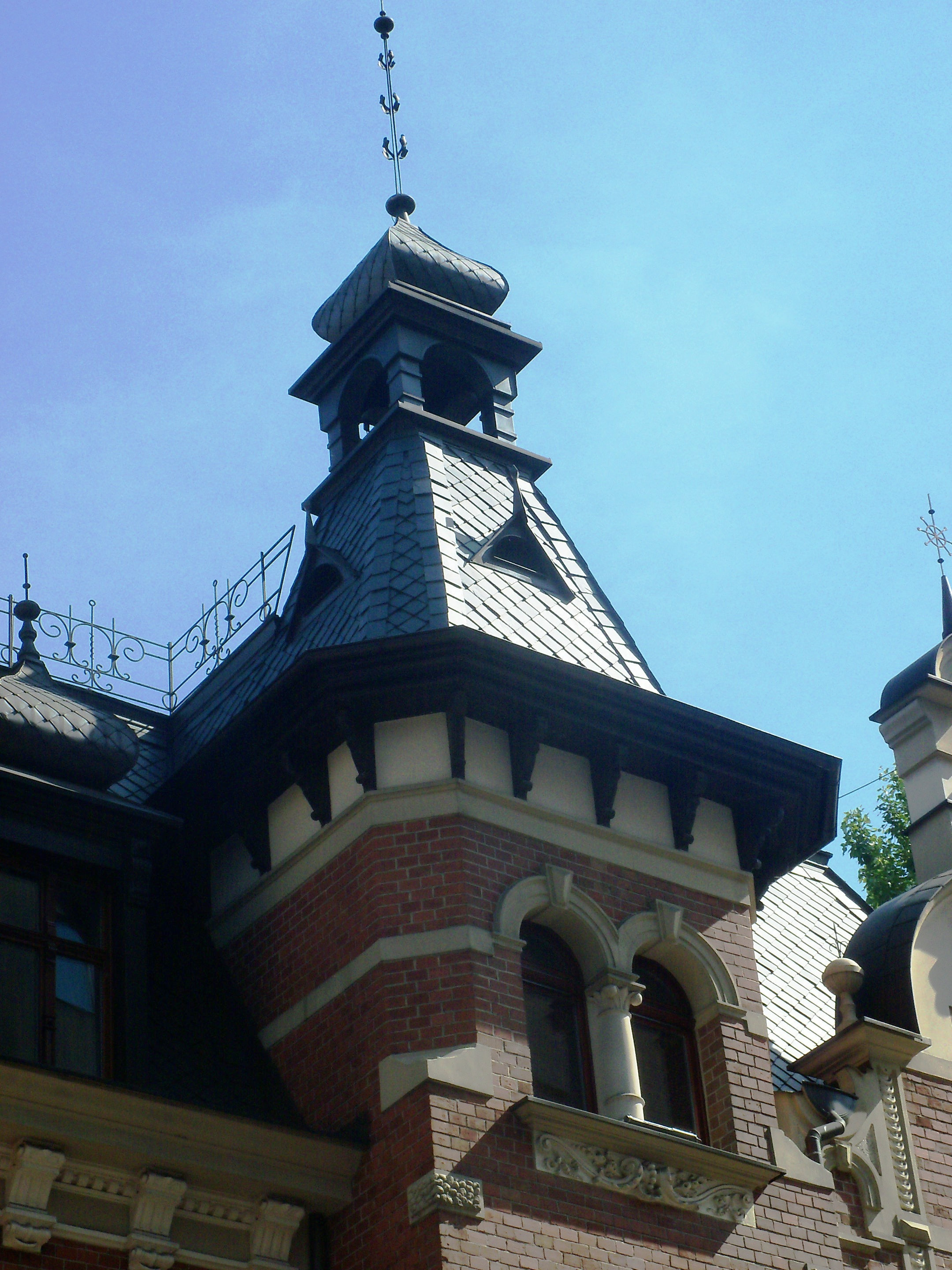
Wieżyczka